# Collegio uninominale Lazio - 02 (2020)
Il collegio elettorale uninominale Lazio - 02 è un collegio elettorale uninominale della Repubblica Italiana per l'elezione del Senato della Repubblica.

## Territorio
Come previsto dalla legge n. 51 del 27 maggio 2019, il collegio è stato definito tramite decreto legislativo all'interno della circoscrizione Lazio.
È formato da parte del territorio del comune di Roma: il Municipio Roma I (Centro), il Municipio Roma II (Parioli-Nomentano-San Lorenzo), il Municipio Roma XI (Arvalia Portuense), il Municipio Roma XII (Monte Verde), il Municipio Roma XIII (Aurelia), il Municipio Roma XIV (Monte Mario), il Municipio Roma XV (Cassia Flaminia) e le zone urbanistiche Garbatella, Ostiense e Valco San Paolo, appartenenti al Municipio Roma VIII (Appia Antica).
Il collegio è parte del Collegio plurinominale Lazio - 01.

## Eletti
| Elezione | Elezione | Deputato        | Partito           |
| -------- | -------- | --------------- | ----------------- |
|          | 2022     | Lavinia Mennuni | Fratelli d'Italia |

## Dati elettorali

### XIX legislatura
Come previsto dalla legge elettorale, 74 senatori sono eletti con sistema a maggioranza relativa in altrettanti collegi uninominali a turno unico.
| Candidati                                 | Candidati                 | Voti    | %     | Liste                                 | Voti    | %     |
| ----------------------------------------- | ------------------------- | ------- | ----- | ------------------------------------- | ------- | ----- |
|                                           | Lavinia Mennuni ✔️ Eletto | 199 228 | 36,30 | Fratelli d'Italia                     | 150 392 | 27,40 |
| Forza Italia                              | Lavinia Mennuni ✔️ Eletto | 199 228 | 36,30 | 24 303                                | 4,43    |       |
| Lega per Salvini Premier                  | Lavinia Mennuni ✔️ Eletto | 199 228 | 36,30 | 21 600                                | 3,94    |       |
| Noi moderati/Lupi - Toti - Brugnaro - UDC | Lavinia Mennuni ✔️ Eletto | 199 228 | 36,30 | 2 933                                 | 0,53    |       |
|                                           | Emma Bonino               | 182 239 | 33,21 | Partito Democratico-IDP               | 121 724 | 22,18 |
| +Europa                                   | Emma Bonino               | 182 239 | 33,21 | 28 915                                | 5,27    |       |
| Alleanza Verdi e Sinistra                 | Emma Bonino               | 182 239 | 33,21 | 28 580                                | 5,21    |       |
| Impegno Civico - Centro Democratico       | Emma Bonino               | 182 239 | 33,21 | 3 020                                 | 0,55    |       |
|                                           | Carlo Calenda             | 77 211  | 14,07 | Azione - Italia Viva - Calenda        | 77 211  | 14,07 |
|                                           | Alessandra Maiorino       | 62 079  | 11,31 | Movimento 5 Stelle                    | 62 079  | 11,31 |
|                                           | Francesca Perri           | 8 786   | 1,60  | Unione Popolare                       | 8 786   | 1,60  |
|                                           | Bruna Malaschini          | 6 672   | 1,22  | Italexit                              | 6 672   | 1,22  |
|                                           | Manuela Lomeo             | 6 366   | 1,16  | Italia Sovrana e Popolare             | 6 366   | 1,16  |
|                                           | Bruno Steri               | 2 771   | 0,50  | Partito Comunista Italiano            | 2 771   | 0,50  |
|                                           | Claudia Paganelli         | 2 470   | 0,45  | Vita                                  | 2 470   | 0,45  |
|                                           | Mario Adinolfi            | 954     | 0,17  | Alternativa per l'Italia (PdF - Exit) | 954     | 0,17  |
| Totale                                    | Totale                    | 548 776 | 100   |                                       | 548 776 | 100   |
|                                           |                           |         |       |                                       |         |       |
| Voti non validi                           | Voti non validi           | 11 979  | 2,14  |                                       |         |       |
| Votanti                                   | Votanti                   | 560 755 | 66,93 |                                       |         |       |
| Elettori                                  | Elettori                  | 837 780 |       |                                       |         |       |